# Céline Schärer
Pour les articles homonymes, voir Schärer.
Céline Schärer née le 9 février 1990 à Zoug en Suisse est une triathlète professionnelle, vainqueur sur compétition Ironman 70.3 et Ironman.

## Palmarès
Le tableau présente les résultats les plus significatifs (podium) obtenus sur le circuit national et international de triathlon depuis 2012,.
| Année | Compétition                      | Pays    | Position           | Temps            |
| ----- | -------------------------------- | ------- | ------------------ | ---------------- |
| 2017  | Ironman Suisse                   | Suisse  | Médaille d'or      | 9 h 38 min 2 s   |
| 2016  | Ironman Vichy                    | France  | Médaille d'argent  | 9 h 17 min 21 s  |
| 2015  | 5150 Zürich                      | Suisse  | Médaille de bronze | 2 h 7 min 39 s   |
| 2015  | Ironman 70.3 Cozumel             | Mexique | Médaille d'or      | 4 h 25 min 47 s  |
| 2014  | Championnat de Suisse            | Suisse  | Médaille d'or      | 2 h 16 min 2 s   |
| 2013  | Embrunman                        | France  | Médaille d'argent  | 9 h 28 min 28 s  |
| 2013  | Ironman Suisse                   | Suisse  | Médaille d'argent  | 11 h 21 min 53 s |
| 2012  | Coupe d'Europe - Étape de Genève | Suisse  | Médaille de bronze | 2 h 22 min 17 s  |